# 1902 en santé et médecine
| Années de la santé et de la médecine : 1899 - 1900 - 1901 - 1902 - 1903 - 1904 - 1905    |
| Décennies de la santé et de la médecine : 1870 - 1880 - 1890 - 1900 - 1910 - 1920 - 1930 |

Cet article présente les faits marquants de l'année 1902 en santé et médecine.

## Événements
- 8 janvier : Alexandre Yersin devient le premier directeur de l’École de médecine de Hanoï[1].
- 29 janvier : création de la Société française d'histoire de la médecine, et de son organe, le Bulletin de la Société française d'histoire de la médecine, devenu Histoire des sciences médicales en 1967[2].
- 14 février : Georges Leygues fait voter la résolution adoptant la réforme des études secondaires, favorable à l'enseignement des sciences[3] et qui donne accès aux études de médecine par le baccalauréat[4].
- 15 février : loi « relative à la protection de la santé publique » qui, entre autres importantes mesures, rend obligatoire la vaccination antivariolique[5].
- 15 février : Paul Portier et Charles Richet publient sur l'anaphylaxie[6], découverte en janvier, avec Albert Dastre, sur le yacht du Prince navigateur[7].
- 7 mars : le chirurgien autrichien Emerich Ullmann réalise la première transplantation rénale.
- 22 avril : fondation du Collège des médecins vétérinaires de la province de Québec (aujourd'hui Ordre des médecins vétérinaires du Québec).
- 1er juin : inauguration de l'hôpital Saint-Charles à Saint-Hyacinthe au Québec[8].
- 25 novembre : l'Académie de médecine quitte la rue de Poitiers pour s'installer rue Bonaparte, dans l’hôtel construit par l’architecte Jean Rochet[9].
- Fondation de l'Association des médecins de langue française du Canada[10].
- Benedict Lust (en) fonde l’American School of Naturopathy[11],[12].
- Fondation de l’École de médecine tropicale (Escola de Medicina Tropical) et de l'hôpital colonial (Hospital Colonial) de Lisbonne, devenus en 1935 Institut d'hygiène et de médecine tropicales (pt) (Instituto de Higiene e Medicina Tropical)[13].

## Publications
- 8 juin : le chirurgien français Alexis Carrel publie son premier article sur les sutures vasculaires[14].

- Émile Leredde fonde la Revue pratique des maladies cutanées, syphilitiques et vénériennes[15].

## Prix
- Prix Nobel de médecine : Ronald Ross, « pour ses travaux sur le paludisme[16] ».
- Prix Nobel de chimie : Emil Fischer, « en reconnaissance des  services extraordinaires qu'il a rendus par ses travaux sur la synthèse des sucres et des purines[17] ». (Les découvertes de Fischer en chimie organique et biochimie – sur l'urée, les alcaloïdes, les sucres, les protéines, les graisses, les enzymes, etc. – ont eu des retombées considérables en pharmacologie et dans l'ensemble des sciences médicales.)

## Naissances
- 8 janvier : Carl Rogers (mort en 1987), psychothérapeute, psychologue clinicien français.
- 8 mai : André Lwoff (mort en 1994), microbiologiste français.
- 20 mai : Georges Paulin (mort en 1942), dentiste, designer automobile et résistant français.
- 16 juin : Barbara McClintock (morte en 1992), cytogénéticienne américaine, lauréate du prix Nobel de médecine en 1983, « pour sa découverte des éléments génétiques mobiles[18] ».
- 3 juillet : Joseph Weill (mort en 1988), médecin et résistant français.
- 17 juillet : Jean Minne (mort en 1994), chirurgien et anatomiste français[19].
- 29 juillet : Jacques-André Boiffard (mort en 1961), médecin et photographe français.
- 6 novembre : Léon Bondoux (mort en 1976), médecin et homme politique français.

## Décès
- 9 février : Samuel Chédevergne (né en 1834), chirurgien français[20].
- 13 février : Hippolyte Barella (sv) (né en 1832), médecin belge, membre fondateur de la Société royale de médecine publique et de topographie médicale de Belgique[21].
- 9 avril : Richard Hughes, (né en 1836), homéopathe britannique, éditeur du British Journal of Homeopathy[22].
- 28 mai : Jules Falret (né en 1824), aliéniste français.
- 24 juillet : Ferdinand Lefebvre (nl) (né en 1821), pathologiste belge[23].
- 5 septembre : Rudolf Virchow (né en 1821), pathologiste et homme politique allemand.
- 16 décembre : Karl Wilhelm von Kupffer (né en 1829), anatomiste allemand.